# Kromosom 3 (mennesket)
Kromosom 3 er et af menneskets 23 kromosompar, og menneskets celler indeholder sædvanligvis to kopier af dette kromosom. Kromosom 3 omfatter mere end 198 millioner basepar  (DNA's byggesten) og repræsenterer omkring 6.5% af det samlede DNA i cellerne.
Identificering af generne på hvert kromosom er et aktivt område inden for genforskningen. Eftersom forskerne benytter forskellige metoder til at anslå antallet af gener på hvert kromsom, findes der varierende angivelser af antallet. Kromosom 3 indeholder sandsynligvis i omegnen af 1.026  til 1.085 protein kodende gener.

## Gener
De følgende gener findes på kromosom 3:

### p-arm
De følgende er nogle af de gener der findes på p-armen (den korte arm) af det mennesklige kromosom 3:
- ALAS1: aminolevulinate, delta-, synthase 1
- APEH: kodende enzym Acylamino-acid-releasing enzym
- ARPP-21: Cyclic AMP-regulerende phosphoprotein, 21 kDa
- AZI2: kodende protein 5-azacytidine-induced protein 2
- BRK1: SCAR/WAVE actin nucleating complex subunit
- BRPF1: bromodomain og PHD finger containing 1
- BTD: biotinidase
- C3orf60/NDUFAF3: kodende enzym NADH dehydrogenase [ubiquinone] 1 alpha subcomplex assembly factor 3
- CACNA2D3: calcium channel, voltage-dependent, alpha 2/delta subunit 3
- CCR5: chemokine (C-C motif) receptor 5
- CGGBP1: CGG triplet repeat binding protein 1
- CNTN4: Contactin 4
- COL7A1: Collagen, type VII, alpha 1 (epidermolysis bullosa, dystrophic, dominant og recessive)
- DCLK3: Doublecortin like kinase 3
- EAF1: ELL associated factor 1
- ENTPD3: ectonucleoside triphosphate diphosphohydrolase 3
- FBXL2: F-box og leucine rich repeat protein 2
- FOXP1: Forkhead Box Protein P1
- GMPPB: GDP-mannose pyrophosphorylase B
- HEMK1: kodende protein HemK methyltransferase family member 1
- HIGD1A: HIG1 domain family member 1A
- LARS2: leucyl-tRNA synthetase, mitochondrial
- LIMD1: LIM domain-containing protein 1
- MITF: microphthalmia-associated transcription factor
- MLH1: mutL homolog 1, colon cancer, nonpolyposis type 2 (E. coli)
- MYRIP: Myosin VIIA og Rab interacting protein
- NBEAL2: Neurobeachin-like 2
- NKTR: NK-tumor recognition protein
- NPRL2: Nitrogen permease regulator 2-like protein
- OXTR: oxytocin receptor
- PTHR1: parathyroid hormone receptor 1
- QRICH1: kodende protein QRICH1, also known as Glutamine-rich protein 1,
- RBM6: RNA-binding protein 6
- RPP14: Ribonuclease P protein subunit p14
- SCN5A: sodium channel, voltage-gated, type V, alpha (long QT syndrome 3)
- SETD5: SET domain containing 5
- SFMBT1: Scm-like with four mbt domains 1
- SLC25A20: solute carrier family 25 (carnitine/acylcarnitine translocase), member 20
- STT3B: catalytic subunit of the oligosaccharyltransferase complex
- SYNPR: synaptoporin
- TDGF1: Teratocarcinoma-derived growth factor 1
- TMEM158: Transmembrane protein 158
- TMIE: transmembrane inner ear
- TRAK1: trafficking kinesin-binding protein 1
- TRANK1: kodende protein Tetratricopeptide repeat og ankyrin repeat containing 1
- TUSC2: tumor suppressor candidate 2
- UCN2: Urocortin-2
- VGLL3: vestigial-like family member 3
- VHL: von Hippel-Lindau tumor suppressor
- ZMYND10: zinc finger MYND-type containing 10
- ZNF502: kodende protein Zinc finger protein 502
- ZNF621: kodende protein Zinc finger protein 621

### q-arm
De følgende er nogle af de gener der findes på q-armen (den lange arm) af det mennesklige kromosom 3:
- ADIPOQ: adiponectin
- AMOTL2: kodende protein Angiomotin-like protein 2
- ARHGAP31: Rho GRPase activating protein 31
- CAMPD1: Camptodactyly
- CCDC80: Coiled-coil domain containing protein 80
- CD200R1: Cell surface glycoprotein CD200 receptor 1
- CLDND1: Claudin domain containing 1
- CPN2: Carboxypeptidase N subunit 2
- CPOX: coproporphyrinogen oxidase (coproporphyria, harderoporphyria)
- DPPA2: Developmental pluripotency associated 2
- EAF2: ELL associated factor 2
- EFCC1: EF-hand og coiled-coil domain containing 1
- ETM1: Essential tremor 1
- ETV5: ETS variant 5
- FAM43A: family with sequence similarity 43 member A
- FAM162A: family with sequence similarity 162 member A
- GYG1: Glycogenin-1
- HGD: homogentisate 1,2-dioxygenase (homogentisate oxidase)
- IFT122: intraflagellar transport gene 122
- KIAA1257: KIAA1257
- LMLN: kodende protein Leishmanolysin-like (metallopeptidase M8 family)
- LRRC15: leucine rich repeat containing 15
- LSG1: large subunit GTPase 1 homolog
- MB21D2: kodende protein Mab-21 domain containing 2
- MCCC1: methylcrotonoyl-Coenzym A carboxylase 1 (alpha)
- MYLK: Telokin
- NFKBIZ: NF-kappa-B inhibitor zeta
- PCCB: propionyl Coenzym A carboxylase, beta polypeptide
- PDCD10: programmeret cell død 10
- PIK3CA: phosphoinositide-3-kinase, catalytic, alpha polypeptide
- PROSER1: Proline og serine rich protein 1
- RAB7: RAB7, member RAS oncogene family
- RETNLB: resistin-like beta
- RHO: rhodopsin visual pigment
- RIOX2: Ribosomal oxygenase 2
- SELT: Selenoprotein T
- SENP7: Sentrin-specific protease 7
- SERP1: Stress-associated endoplasmic reticulum protein 1
- SOX2: transcription factor
- SOX2OT: SOX2 overlapende transcript
- SRPRB: Signal recognition particle receptor subunit beta
- TM4SF1: Transmembrane 4 L6 family member 1
- TRAT1: T-cell receptor-associated transmembrane adapter 1
- USH3A: Usher syndrome 3A
- ZBED2: kodende protein Zinc finger BED-type containing 2
- ZNF9: zinc finger protein 9 (a cellular retroviral nucleic acid binding protein)

## Relaterede sygdomme og uregelmæssigheder
Nedenstående sygdomme har sammenhæng med varianter i gener, som hører til kromosom 3:
| - 3-methylcrotonyl-CoA carboxylase deficiency - 3q29 microdeletions syndrom - Acute Myeloid Leukemi (AML) - Alkaptonuria - Arrhythmogenic right ventricular dysplasia - Atransferrinemia - Autisme - Biotinidase deficiency - Brugadas syndrom - Carnitine-acylcarnitine translocase deficiency - Cataracts - Cerebral cavernous malformation - Charcot-Marie-Tooth sygdom, type 2 - Charcot-Marie-Tooth sygdom - Chromosome 3q duplication syndrom - Coproporphyria - Dandy-Walker syndrom - Døvhed - Sukkersyge - Dystrophic epidermolysis bullosa - Essential tremors - Grøn stær, primary open angle - Glycogen storage sygdom - Hailey-Hailey sygdom - Hereditary coproporphyria - Arvelig nonpolypøs tyk- og endetarmskræft - HIV infection, susceptibility/resistance to - Hypobetalipoproteinemia, familial | - Hypotermi - Leukoencephalopathy with vanishing white matter - Long QT syndrom - Lymfeknudekræft - Metaphyseal chondrodysplasia, Murk Jansen type - Microcoria - Moebius syndrom - Moyamoya sygdom - Mucopolysaccharidosis - Myotonic dystrophy - Night blindness - Nonsyndromic deafness - Ovarie kræft - Porphyria - Propionic acidemia - Protein S deficiency - Retinitis pigmentosa - Romano-Ward syndrom - Seckel Syndrom - Sensenbrenner syndrom - Septo-optic dysplasia - Kort statur - Spinocerebellar ataxia - Sucrose intolerance - Usher syndrom - Von Hippel-Lindaus sygdom - Waardenburg syndrom - Xeroderma pigmentosum |